# Opsebius formosus
Opsebius formosus är en tvåvingeart som beskrevs av Friedrich Hermann Loew 1871. Opsebius formosus ingår i släktet Opsebius och familjen kulflugor.
Artens utbredningsområde är Frankrike. Inga underarter finns listade i Catalogue of Life.